# Hiroto Miyauchi
Hiroto Miyauchi (宮内 寛斗 Miyauchi Hiroto?, nacido el 23 de enero de 1998 en Kanagawa) es un futbolista japonés que se desempeña como delantero.

## Trayectoria

### Clubes
| Club          | País  | Año         |
| ------------- | ----- | ----------- |
| YSCC Yokohama | Japón | 2016 - 2017 |

## Estadística de carrera

### J. League
| Club          | Año   | J. League | J. League | Copa J. League | Copa J. League | Total | Total |
| Club          | Año   | Part.     | Goles     | Part.          | Goles          | Part. | Goles |
| ------------- | ----- | --------- | --------- | -------------- | -------------- | ----- | ----- |
| YSCC Yokohama | 2016  | 8         | 0         | -              | -              | 8     | 0     |
| YSCC Yokohama | 2017  | 0         | 0         | -              | -              | 0     | 0     |
| Total         | Total | 8         | 0         | 0              | 0              | 8     | 0     |